# Krvavica (hrib)
Krvavica (909 m) v Spodnji Savinjski dolini je značilen in slikovit 1 km dolg ter 0,5 km širok čok trše kamnine triasnega apnenca, obdan z erozijsko manj odpornimi triasnimi dolomiti in tufnimi skrilavci na jugu ter krednimi glinastimi skrilavci in oligocenskimi kamninami na severu.
Na zahodu in severu se z vrha spuščajo od 50 do 150 m visoke navpične stene. Najlažji dostop je z juga, kjer je na višini 790 m sedlo proti grebenu Čemšeniške planine. Z vrha, ki se strmo spušča na vse strani je lep razgled na Posavsko hribovje in del Kamniško Savinjskih Alp.
Ime Krvavica ima zaradi rdeče prsti pod skalnim vrhom in je povezana z različnimi legendami in pripovedkami. Krvavica je bila leta 1998 razglašen za geomorfološki površinski in podzemeljski ter botanični naravni spomenik.

## Naravne znamenitosti
Južna stran in vrh grebena sta poraščena s termofilno vegetacijo - mali jesen in črni gaber, na severni strani je smrekova monokultura.
Na zahodnem pobočju Krvavice uspeva večje število tis. Med tisami pa uspevajo posamezni grmiči navadne bodike (Ilex aquifolium).
V vzhodnem grebenu je pod vrhom naravno okno. Leži skoraj vodoravno in je ovalne oblike. Ocenjene mere so: širina 4 m, višina 2 m, debelina oboka 1 m. Skozenj vodi markirana planinska pot Krvavica - Tabor.

## Vzponi na vrh
Na vrh vodita dve poti:
- 2 h 15 min: od Lok (380 m), mimo Zajčeve koče
- 1 h 20 min: od Lok (380 m), skozi okno